# Margaret Lygon Russell, baronessa Ampthill
Lady Margaret Lygon, baronessa Ampthill (Londra, 8 ottobre 1874 – Londra, 12 dicembre 1957), è stata una nobildonna inglese.

## Biografia
Era la figlia di Frederick Lygon, VI conte di Beauchamp, e di sua moglie, Lady Mary Catherine Stanhope, figlia di Philip Stanhope, V conte Stanhope.

## Matrimonio
Sposò, il 6 ottobre 1894, Arthur Russell, II barone Ampthill (19 febbraio 1869–7 luglio 1935), figlio di Odo Russell, I barone Ampthill, e di sua moglie, Lady Emily Theresa Villiers. Ebbero cinque figli:
- Hugo Russell, III barone Ampthill (4 ottobre 1896-3 giugno 1973);
- Lord Guy Herbrand Edward Russell (14 aprile 1898-25 settembre 1977), sposò Helen Elizabeth Lame, ebbero tre figli;
- Lady Phyllis Margaret Russell (3 giugno 1900-24 maggio 1998)[3][4], sposò William Preston Thorold, non ebbero figli;
- Lord Edward Wriothesley Curzon Russell (2 giugno 1901-1982), sposò la baronessa Barbara Korff, ebbero due figlie;
- Lord Leopold Oliver Russell (26 gennaio 1907-1988), sposò Rosemary Wintour, non ebbero figli.

Lord Ampthill prestò servizio come governatore di Madras dal 1900 al 1906
. Lady Ampthill divenne amica della regina Maria, quando era conosciuta come principessa May.. Fu nominata Lady of the Bedchamber della regina nel 1911, ma fu onorata da quattro monarchi per il suo lavoro di beneficenza.
Nel 1918, fu nominata Dama di Gran Croce dell'Ordine dell'Impero Britannico per il suo lavoro con la Croce Rossa durante la Prima Guerra Mondiale e Dama di Gran Croce del Royal Victorian Order nel 1946 per il suo lavoro come cortigiana.

## Morte
Morì il 12 dicembre 1957, all'età di 83 anni, dopo una lunga malattia.